# Fatafehi Tuʻipelehake
Fataheti Tu’ipelehake (Nascido Sione Ngū Manumataongo, 7 de janeiro de 1922 – 10 de abril de 1999) foi um príncipe de Tonga e primeiro-ministro de seu país durante a maior parte do reinado de seu irmão, Tāufaʻāhau Tupou IV.

## Biografia
Nascido em 7 de janeiro de 1922, foi o filho mais novo da rainha Salote Tupou III com o nome de Sione Ngū Manumataongo. Estudou com seu irmão em Sydney durante a infância e juventude no Newington College e posteriormente no Gatton Agricultural College. Casou-se com Melenaite Tupoumoheofo Veikune (1924 – 1993) no mesmo dia que seu irmão se casou com Halaevalu Mata’aho ‘Ahome’e, em 10 de junho de 1947. Foi nesta época que sua mãe o concedeu o nome de Fataheti, que era o nome dado aos vice-líderes em Tonga.
Ele tinha dons para musica e poesia, chegando a compor musicas e escrever poemas em tonganês, que hoje são clássicos da cultura daquele país.
Em sua vida política serviu como; governador de Vava’u (1949 – 1952), governador de Há’apai (1952 – 1953), além de servir em vários cargos públicos no alto governo de Tonga. Tornou-se primeiro-ministro em 16 de dezembro de 1965, mesmo dia da morte de sua mãe e subida ao trono de seu irmão. Tupou IV. Ele governou Tonga junto com o seu irmão até à sua retirada da vida pública em 1991, devido a problemas de saúde. Tais problemas o fizeram perder o controle das pernas, tendo que utilizar uma cadeira de rodas para se locomover.
Após longa doença, faleceu em 10 de abril de 1999 em Auckland, Nova Zelândia, aos 76 anos. 

## Descendência
- Princesa Mele Siu’ilikutapu (n.1948)
- Princesa ‘Elisiva Fusipala Vaha’i (1949 – 2014)
- Princesa Sinaitakala ‘Ofeina-‘e-se Langi Fakafanua, que é mãe da princesa Sinaitakala Tuku’aho, que por sua vez é cada com Tupouto’a ‘Ulukalala, atual príncipe-herdeiro de Tonga.
- Príncipe ‘Uluvalu Tekeivulagi
- Princesa Lavinia Mata ‘o Taone Ma’fu
- Príncipe Viliami Tupoulahi Mailefihi.

## Honras
Nacionais
- Cavaleiro da Grã-Cruz com Colar da Ordem Real de Pouono
- Cavaleiro da Grã-Cruz da Ordem da Coroa de Tonga
- Recebedor da Medalha Real do Mérito de Tonga
- Recebedor da Medalha do Jubileu de Prata do rei Taufa'ahau Tupou IV

Estrangeiros
- Cavaleiro Comandante da Ordem do Império Britânico.
- Recebedor da Medalha de Coroação da Rainha Isabel II.